# Gaoussou Samaké
Gaoussou Samaké (Dabou, 4 novembre 1997) è un calciatore ivoriano, difensore del Las Vegas Lights.

## Carriera
Cresciuto nel settore giovanile dell'ASEC Mimosas, con la squadra ivoriana disputa complessivamente 10 partite tra CAF Champions League e CAF Confederation Cup. L'11 febbraio 2021 viene ceduto in prestito al Loudoun Utd, seconda squadra del D.C. United. Il 22 novembre successivo viene acquistato a titolo definitivo dal D.C. United, che lo aggrega alla propria rosa e il 13 marzo 2022 esordisce in MLS, in occasione dell'incontro perso per 0-2 contro i Chicago Fire.

## Statistiche

### Presenze e reti nei club
Statistiche aggiornate al 2 settembre 2022.
| Stagione        | Squadra         | Campionato      | Campionato | Campionato | Coppe nazionali | Coppe nazionali | Coppe nazionali | Coppe continentali | Coppe continentali | Coppe continentali | Altre coppe | Altre coppe | Altre coppe | Totale | Totale |
| Stagione        | Squadra         | Comp            | Pres       | Reti       | Comp            | Pres            | Reti            | Comp               | Pres               | Reti               | Comp        | Pres        | Reti        | Pres   | Reti   |
| --------------- | --------------- | --------------- | ---------- | ---------- | --------------- | --------------- | --------------- | ------------------ | ------------------ | ------------------ | ----------- | ----------- | ----------- | ------ | ------ |
| 2021            | Loudoun Utd     | USLC            | 14         | 1          |                 | -               | -               |                    | -                  | -                  |             | -           | -           | 14     | 1      |
| 2022            | Loudoun Utd     | USLC            | 13         | 0          |                 | -               | -               |                    | -                  | -                  |             | -           | -           | 13     | 0      |
| 2022            | D.C. United     | MLS             | 3          | 0          | USOC            | 1               | 0               |                    | -                  | -                  |             | -           | -           | 4      | 0      |
| Totale carriera | Totale carriera | Totale carriera | 30         | 1          |                 | 1               | 0               |                    | -                  | -                  |             | -           | -           | 31     | 1      |

## Palmarès

### Club

#### Competizioni nazionali
- Campionato ivoriano: 1

ASEC Mimosas: 2017-2018